# Lista kalifów

## Kalifowie prawowierni
- Abu Bakr 632–634
- Umar ibn al-Chattab 634–644
- Usman ibn Affan 644–656
- Ali ibn Abi Talib 656–661

## Kalifowie z dynastiiUmajjadów(Damaszek)
- Mu’awija I 661–680
- Jazid I 680–683
- Mu’awija II 683–684
- Marwan I 684–685
- Abd al-Malik 685–705
- Al-Walid I 705–715
- Sulajman Ibn Abd al-Malik 715–717
- Umar II 717–720
- Jazid II 720–724
- Hiszam ibn Abd al-Malik 724–743
- Al-Walid ibn Jazid 743–744
- Jazid III 744
- Ibrahim 744
- Marwan II 744–750

| (nie uznawani na Płw. Iberyjskim i w Północnej Afryce) - As-Saffah 750–754 - Al-Mansur 754–775 - Al-Mahdi 775–785 - Al-Hadi 785–786 - Harun ar-Raszid 786–809 - Al-Amin 809–813 - Al-Ma’mun 813–833 - Al-Mutasim 833–842 - Al-Wasik 842–847 - Al-Mutawakkil 847–861 - Al-Muntasir 861–862 - Al-Musta’in 862–866 - Al-Mu’tazz 866–869 - Al-Muhtadi 869–870 - Al-Mu’tamid 870–892 - Al-Mu’tadid 892–902 - Al-Muktafi 902–908 - Al-Muktadir 908–932 - Al-Kahir 932–934 - Ar-Radi 934–940 - Al-Muttaki 940–944 - Al-Mustakfi 944–946 - Al-Muti 946–974 - At-Ta’i 974–991 - Al-Kadir 991–1031 - Al-Ka’im 1031–1075 - Al-Muktadi 1075–1094 - Al-Mustazhir 1094–1118 - Al-Mustarszid 1118–1135 - Al-Raszid 1135–1136 - Al-Muktafi 1136–1160 - Al-Mustandżid 1160–1170 - Al-Mustadhi 1170–1180 - An-Nasir 1180–1225 - Az-Zahir 1225–1226 - Al-Mustansir 1226–1242 - Al-Must’asim 1242–1258 | - Al-Mahdi (909–934) (założyciel dynastii) - Al-Kaim (934–946) - Al-Mansur (946–953) - Al-Mu’izz (953–975) (od podboju Egiptu w 969 roku) - Al-Aziz (975–996) - Al-Hakim (996–1021) - Az-Zahir (1021–1036) - Al-Mustansir (1036–1094) - Al-Musta’li (1094–1101) - Al-Amir bi-Ahkam Allah (1101–1130) - Al-Hafiz (1130–1149) (do roku 1132 jako regent) - Az-Zafir (1149–1154) - Al-Fa’iz (1154–1160) - Al-Adid (1160–1171) uznawany w Hiszpanii i części Maroka - Abd ar-Rahman III 929–961 - Al-Hakam II 961–976 - Hisham II 976–1008 - Muhammad II 1008–1009 - Sulejman ibn al-Hakam 1009–1010 - Hisham II (ponownie) 1010–1012 - Sulejman ibn al-Hakam (ponownie) 1012–1017 - Abd-ar-rahman IV 1021–1022 - Abd-ar-rahman V 1022–1023 - Muhammad III 1023–1024 - Hisham III 1027–1031 uznawany w Hiszpanii i Maroku - Abd al-Mumin ibn Ali (1145–1163) - Abu Jakub Jusuf I (1163–1184) - Abu Jusuf Jakub al-Mansur (1184–1199) - Muhammad an-Nasir (1199–1213) - Abu Jakub Jusuf II (1213–1224) - Abd al-Wahid I (1224) - Abdullah al-Adil (1224–1227) - Jahja al-Mutasim (1227–1229) - Idris I (1227–1232) – do 1229 tylko w Andaluzji - Abd al-Wahid II (1232–1242) - Ali as-Said (1242–1248) – od 1245 roku tylko w części Maroka - Umar al-Murtada (1248–1266) – tylko w południowym Maroku - Idris II (1266–1269) – tylko w południowym Maroku |

## Kalifowie z dynastiiAbbasydów(Kair)
- Al-Mustansir 1261
- Al-Hakim I 1262–1302
- Al-Mustakfi I 1302–1340
- Al-Wathik I 1340–1341
- Al-Hakim II 1341–1352
- Al-Mu’tadid I 1352–1362
- Al-Mutawakkil I 1362–1383
- Al-Wathik II 1383–1386
- Al-Mu’tasim 1386–1389
- Al-Mutawakkil I (ponownie) 1389–1406
- Al-Musta’in 1406–1414
- Al-Mu’tadid II 1414–1441
- Al-Mustakfi II 1441–1451
- Al-Ka’im 1451–1455
- Al-Mustanjid 1455–1479
- Al-Mutawakkil II 1479–1497
- Al-Mustamsik 1497–1508
- Al-Mutawakkil III 1508–1517

### Władcy osmańscy używający tytułu kalifa
- Abdülhamid II 1876–1909 (powrócił do regularnego używania tytułu kalifa)
- Mehmed V 1909–1918
- Mehmed VI 1918–1922
- Abdülmecid II 1922–1924

## Samozwańczy kalifat 1924
Dwa dni po zniesieniu Kalifatu Tureckiego przez Tureckie Zgromadzenie Narodowe (3 marca 1924 r.), król Hidżazu Husajn ogłosił się kalifem w zimowej rezydencji swego syna, Abd Allaha, w Szunie w Transjordanii. Idea wskrzeszenia kalifatu upadła w tym samym roku, wraz z podbojem państwa Hidżazu przez Saudyjczyków.
- Said Husajn ibn Ali 1924–1925

## Samozwańczy kalifat Państwa Islamskiegood 2014
Organizacja terrorystyczna i jednocześnie quasi-państwo na terytorium Iraku i Syrii pod nazwą Państwo Islamskie ogłosiło 29 czerwca 2014 swojego przywódcę Abu Bakra kalifem wszystkich muzułmanów. Kalifat został uznany jedynie przez organizację Państwo Islamskie i organizacje sojusznicze w innych krajach muzułmańskich. Zdecydowana większość organizacji islamskich odmówiła uznania kalifatu, wytykając błędy formalno-prawne w jego ustanowieniu. Samozwańczy kalifat charakteryzuje się radykalnym sunnizmem, doktryną szybkich i rozległych podbojów terytorialnych oraz bezkompromisową brutalnością, co zbliża go do wczesnego kalifatu arabskiego z VII wieku.
- Abu Bakr al-Baghdadi 2014–2019
- Abu Ibrahim al-Haszimi al-Kuraszi 2019–2022
- Abu al-Hasan al-Haszimi al-Kuraszi 2022
- Abu al-Husajn al-Husajni al-Kuraszi 2022–2023
- Abu Hafs al-Haszimi al-Kuraszi 2023–